# آتونیشن
آتونیشن (انگلیسی: AutoNation) شرکت نمایندگی خودروی آمریکایی است، که در سال ۱۹۹۶ توسط وین هویزنگا تأسیس شد.